# Zastava Ujedinjenog Kraljevstva
Zastava Ujedinjenog Kraljevstva, često zvana i Union Jack, kombinacija je zastava triju konstitutivnih dijelova zemlje godine 1801. kada je službeno proglašena: engleskog križa svetog Jurja, škotskog križa svetog Andrije i irskog križa svetog Patrika (koji su sami Irci rijetko koristili).
Prva je inačica ove zastave, bez križa sv. Patrika, nastala kraljevskom uredbom 1606. nakon što je 1603. škotski kralj Jakov VI. postao i kraljem Engleske (kao Jakov I.) i tako ujedinio Kraljevinu Englesku i Kraljevinu Škotsku u personalnu uniju. Uporaba ove zastave bila je isprva ograničena na brodove, a na kopnu je korištena zastava pojedinog kraljevstva. Godine 1707. Zakonom o uniji kojim je stvoreno Kraljevstvo Velike Britanije propisana je i uporaba zastave na kopnu.
Godine 1800. donesen je novi Zakon o uniji kojim su ujedinjena Kraljevstva Velike Britanije i Irske u Ujedinjeno Kraljevstvo Velike Britanije i Irske. Već postojećoj zastavi dodan je križ sv. Patrika tako da su dotada bijeli dijagonalni krakovi razdijeljeni u bijelu i crvenu polovicu s bijelim rubom koji ih je, prema heraldičkim pravilima, razdvajao od plave.
Službeno, Union Jack je prvenstveno kraljevska zastava, a njezina uporaba kao narodne zastave tradicionalnog je karaktera. Uporaba zastave na moru strogo je propisana; civilni brodovi ne smiju je koristiti i moraju umjesto nje vijoriti crvenu zastavu s Union Jackom u gornjem lijevom kutu.

## Pojavljivanje u drugim zastavama
Zastava Ujedinjenog Kraljevstva pojavljuje se u gornjem lijevom kutu gotovo svih zastava britanskih prekomorskih teritorija, kao i u zastavama nekih bivših britanskih kolonija: Australije, Novog Zelanda, Tuvalua i Fidžija, te američke savezne države Havaji koja nikad nije bila pod britanskom upravom.

## Razvoj zastave kroz povijest
- Križ sv. Jurja, službena zastava Engleske
- Križ sv. Andrije, službena zastava Škotske
- Križ sv. Patrika, neslužbena zastava Irske
- Zastava Commonwealtha Engleske, Škotske, i Irske
- "Kraljevske boje", zastava Kraljevstva Velike Britanije, u uporabi od 1606. do 1801.
- Škotska inačica britanske zastave, korištena tijekom 17. stoljeća.
- Zastava Ujedinjenog Kraljevstva Velike Britanije i Irske, u uporabi od 1801., u omjeru 3:5
- Civilna zastava Ujedinjenog Kraljevstva.